# Leander (cràter)
Leander és un cràter de l'asteroide del tipus Amor (433) Eros, situat amb el sistema de coordenades planetocèntriques a 25.6 ° de latitud nord i 210.3 ° de longitud est. Fa un diàmetre de 1.4 km. El nom va ser fet oficial per la UAI l'any 2003 i fa referència a Leandre, amant d'Hero, protagonista del mite d'Hero i Leandre, també adoptat per Dante al XXVIII Cant del Purgatori.